# Verena Hofer
Verena Hofer, född 17 mars 2001, är en italiensk rodelåkare.

## Karriär
Hofer tävlade för Italien vid olympiska vinterspelen 2022 i Peking, där hon slutade på 13:e plats i damernas singel.